# کلیفتون (ویرجینیا)
کلیفتون، ویرجینیا (به انگلیسی: Clifton) یک شهرک در ویرجینیا است که در شهرستان فرفکس، ویرجینیا واقع شده‌است.

## خصوصیات
کلیفتون ۰٫۷ کیلومترمربع مساحت و ۲۸۲ نفر جمعیت دارد و ۶۳ متر بالاتر از سطح دریا واقع شده‌است.